# Saint-Hilaire (Essonne)
Saint-Hilaire is een gemeente in het Franse departement Essonne (regio Île-de-France) en telt 379 inwoners (1999). De plaats maakt deel uit van het arrondissement Étampes.

## Geografie
De oppervlakte van Saint-Hilaire bedraagt 6,8 km², de bevolkingsdichtheid is 55,7 inwoners per km².
De onderstaande kaart toont de ligging van Saint-Hilaire (Essonne) met de belangrijkste infrastructuur en aangrenzende gemeenten.

## Demografie
Onderstaande figuur toont het verloop van het inwonertal (bron: INSEE-tellingen).